# Полетаево II-е (деревня)
Полета́ево II-е — деревня в Сосновском районе Челябинской области. Входит в состав Полетаевского сельского поселения.

## География
Расположена на берегу реки Миасс. Расстояние до районного центра  Долгодеревенского 47 км.

## Население
| 2002 | 2010 |
| ---- | ---- |
| 219  | ↗274 |

По данным Всероссийской переписи, в 2010 году численность населения деревни составляла 274 человека (131 мужчина и 143 женщины).

## Улицы
Уличная сеть деревни состоит из 13 улиц и 2 переулков.